# Stibasoma bella
Stibasoma bella är en tvåvingeart som beskrevs av Limeira-de-oliveira 2005. Stibasoma bella ingår i släktet Stibasoma och familjen bromsar. Inga underarter finns listade i Catalogue of Life.